# Władysław Strzemiński

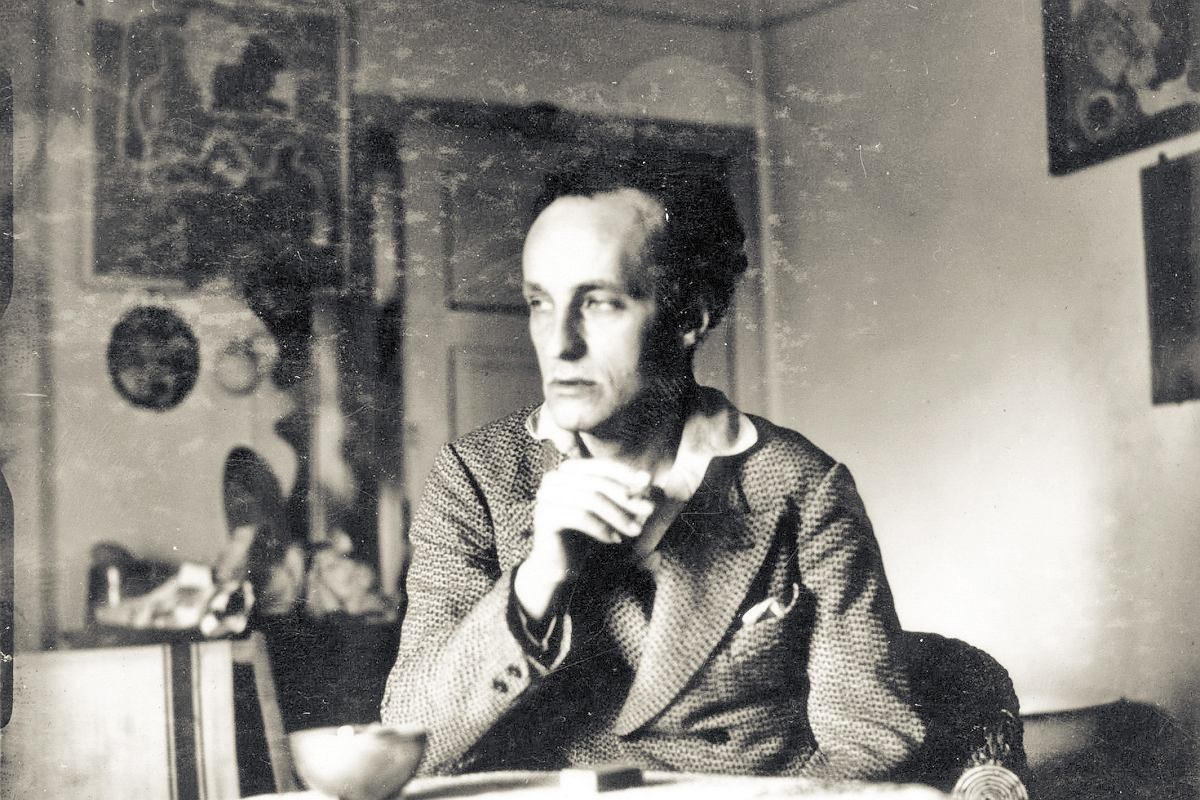
Władysław Strzemiński, 1932

Władysław Strzemiński (belarussisch Уладыслаў Страмінскі; * 21. November 1893 in Minsk, Russisches Kaiserreich; † 26. Dezember 1952 in Łódź, Volksrepublik Polen) war ein polnischer Maler, Kunsttheoretiker und Hochschullehrer.

## Leben

### Jugend und Militärlaufbahn
Strzemiński wurde am 21. November 1893 in Minsk in einer polnischen Familie geboren. Sein Vater war Maximilian Benedict Strzemiński (1847–1919) und seine Mutter Ewa Rozalia geborene Olechnowicz. Die Eltern heirateten 1886. Władysław Strzemiński wurde in der Katholischen Kirche von Zlota Gorka bei Minsk getauft. Sein Vater war Offizier bei der zaristischen Armee und arbeitete in der Arbeitsversicherungskasse. Er hatte eine Schwester namens Janina Strzemiński und einen Bruder namens Walerian Strzemiński. Seine Kindheit verbrachte er in einem Haus in der Koschewanna-Straße 21.
In den Jahren 1904–11 studierte er an der Zar-Alexander-II.-Kadettenschule in Moskau, die er erfolgreich absolvierte. 1911 begann er an der Zar-Nikolaus-Militärschule für Ingenieurwesen (Woyennoje Inschyneryinoje Uchylischtsche) zu studieren. Er erlangte in dieser Zeit einige Bekanntheit durch seine Kenntnisse der Architekturgeschichte und militärischem Ingenieurwesen. Im Juli 1914 schloss er das Studium erfolgreich ab. Strzemiński war Offizier und war an einigen militärischen Operationen an der Ostfront beteiligt. 
In der Nacht vom 6. auf den 7. Mai 1916 wurde er durch eine im Schützengraben explodierte Granate schwer verletzt. Sein rechter Oberschenkel und der linke Unterarm wurden amputiert, zudem verletzten die Splitter sein Auge. Er hielt sich daraufhin eine längere Zeit im Prochorow-Hospital in Moskau auf. Durch den Unfall war seine militärische Laufbahn beendet und er musste bis an sein Lebensenden Gehhilfen benutzten.

### Beginn der künstlerischen Tätigkeit in Moskau
Im Prochorow-Hospital lernte er seine spätere Frau Katarzyna Kobro kennen, die sich dort um verwundete Soldaten kümmerte. In Moskau kam er mit der privaten Kunstsammlung des Fabrikbesitzers Sergei Schtschukin in Kontakt. Es kann vermutet werden, dass ab 1917 Kunstgeschichte und -theorie studierte, jedoch existieren keine Dokumente mehr darüber.
Vom Mai bis November 1918 nahm er an den Sitzungen der Untersektion für Kunst und künstlerische Industrie („Subsection of Art and Artistic Industry“) teil, die von Wladimir Tatlin geleitet wurde. Die Untersektion gehörte zur ISO (Moskauer Sektion für Schöne Künste) des Volkskommissariats für Bildungswesen. Im Herbst begann er an den Ersten Staatlichen Freien Kunstwerkstätten zu studieren, wo er Katarzyna Kobro wieder traf. Auf eine auf den 5. Dezember 1918 datierten Liste von Künstlern, dessen Werke vom ISO des NARKOMPROS für das künftige Museum für künstlerische Kultur in Petrograd erworben werden sollten.
Im Januar 1919 starb sein Vater. Strzemiński hielt sich in dieser Zeit in Minsk auf. Mit dem Bildhauer Ciechanowski und dem Direktor des Minsker ISO Wsewolod Dmitrjew entwarf er die Stadtdekoration für das einjährige Jubiläum der roten Armee am 23. Februar 1919. Im Februar wurde er gemeinsam mit Alexander Rodtschenko für das Untersektion für Kunst und künstlerische Industrie nominiert. Gemeinsam mit Antoine Pewsner leitete er das All-russische Zentralbüro für Ausstellungen (Wsserossyiskoye Tzentralnoye Wystawochnoje Bjuro), welches zum ISO gehörte. Er stellte seine Gemälde in Rjasin aus und auf der VIII. Ausstellung in Moskau. Er beendete sein Studium an den Ersten Staatlichen Freien Kunstwerkstätten ohne Abschluss.

### In Smolensk und Mitglied derUNOWIS
Im Herbst zog er nach Smolensk. Dort arbeitete er in der Untersektion für Kunst am Volkskommissariat für Bildungswesen des Distriktes Smolensk (GubONO, Akronym für Gubernski Otdel Narodnogo Obrasowanja). Im Dezember nahm er an einer Ausstellung Moskauer und lokaler Künstler teil, möglicherweise auf die Einladung von Kasimir Malewitsch. Strzemiński war Mitglied der UNOWIS. In der ersten Hälfte des Jahres 1920 war er Direktor der Sektion für Kunst der gemeinschaftlichen Abteilung der Museen und Schönen Künste (Podotdel musejew i isobrasitelnich iskustw), welches zur GubONO gehörte. Als Repräsentant der Sektion war er der Minister des Rates für Kunst, dessen erste Treffen am 4. April stattfand. Das Konzil entschied über Probleme von Theaterdekorationen, Ausstellungen und anderen.
Am 15. März 1920 eröffnete eine Ausstellung in Smolensk auf der Strzemiński zehn Werke ausstellte, darunter Zeichnungen für Majakowskis Drama Mysterium buffo. Einige Werke wurden auf im Museum für künstlerische Kultur (MChK, Akronym für Museja Chudoschestwennoj Kultury) gezeigt. Am 29. Juni 1920 hält er eine Rede über die Prinzipien der Kreativität und der Struktur in Raffaels Gemälden. Im Sommer kam auch Katarzyna Kobro nach Smolensk. Gemeinsam beaufsichtigten die das GubONO des ISO. Malewitsch kam regelmäßig aus dem benachbarten Wizebsk nach Smolensk. Sie unterrichteten auch gemeinsam Prinzipien des Kubismus und Suprematismus. Bei ihm studierte zu dieser Zeit Nadja Chodasjewitsch, Künstlerin und spätere Ehefrau von Fernand Léger. Im Juni 1920 stellte er mit der UNOWIS in Moskau aus.
Strzemiński und Katarzyna Kobro hatten ihr gemeinsames Studio in der Bolschaja Sowjetskaja in Smolensk. Gemeinsam entwarfen sie Plakate für das Zentralbehörde der russischen Telegraphen-Agentur ROSTA. Im März 1921 nahm er an einer eintägigen Ausstellung der UNOWIS in Witebsk teil.

### Aufenthalt in Vilnius

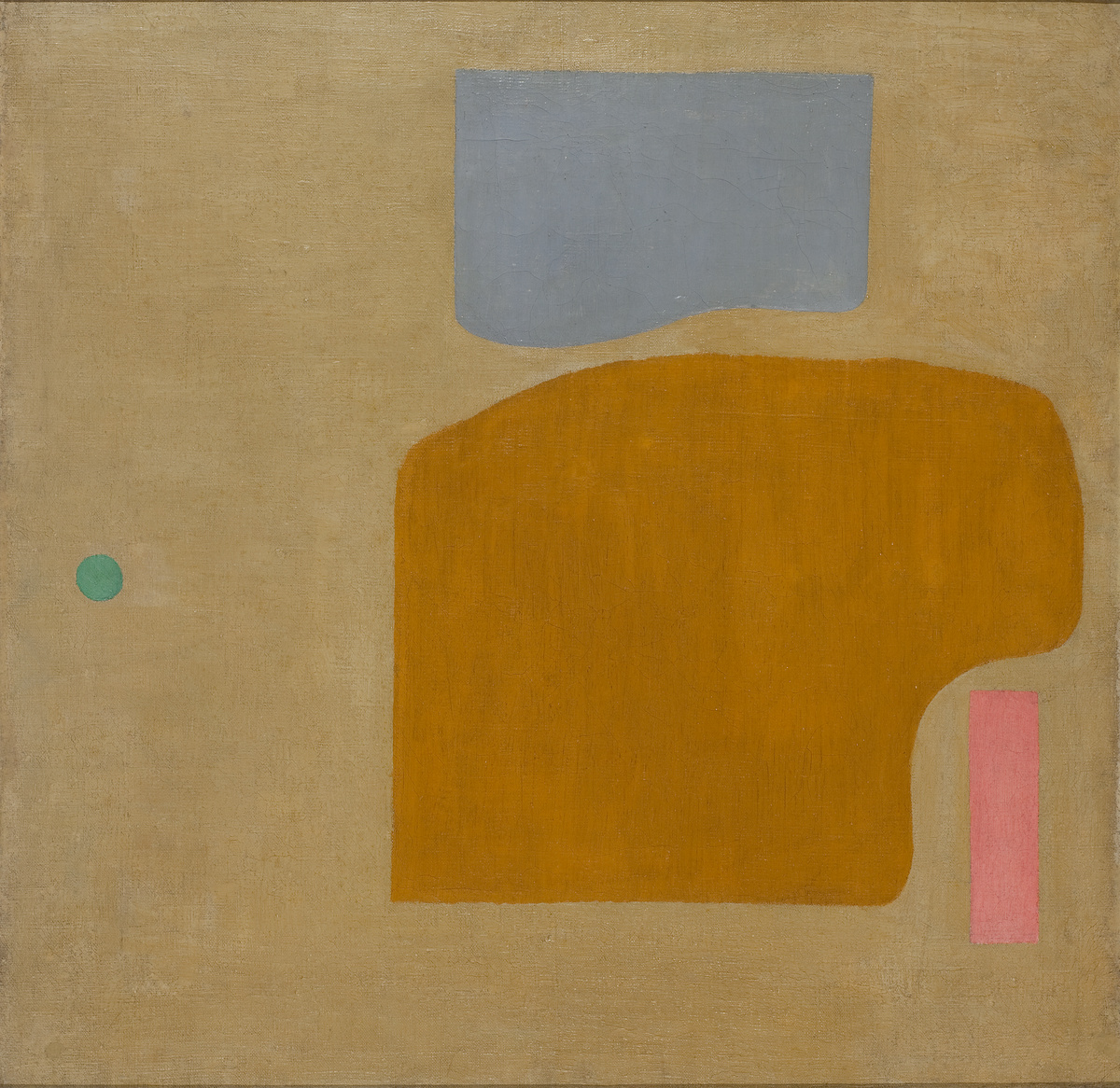
Kompozycja postsuprematyczna 2, 1923

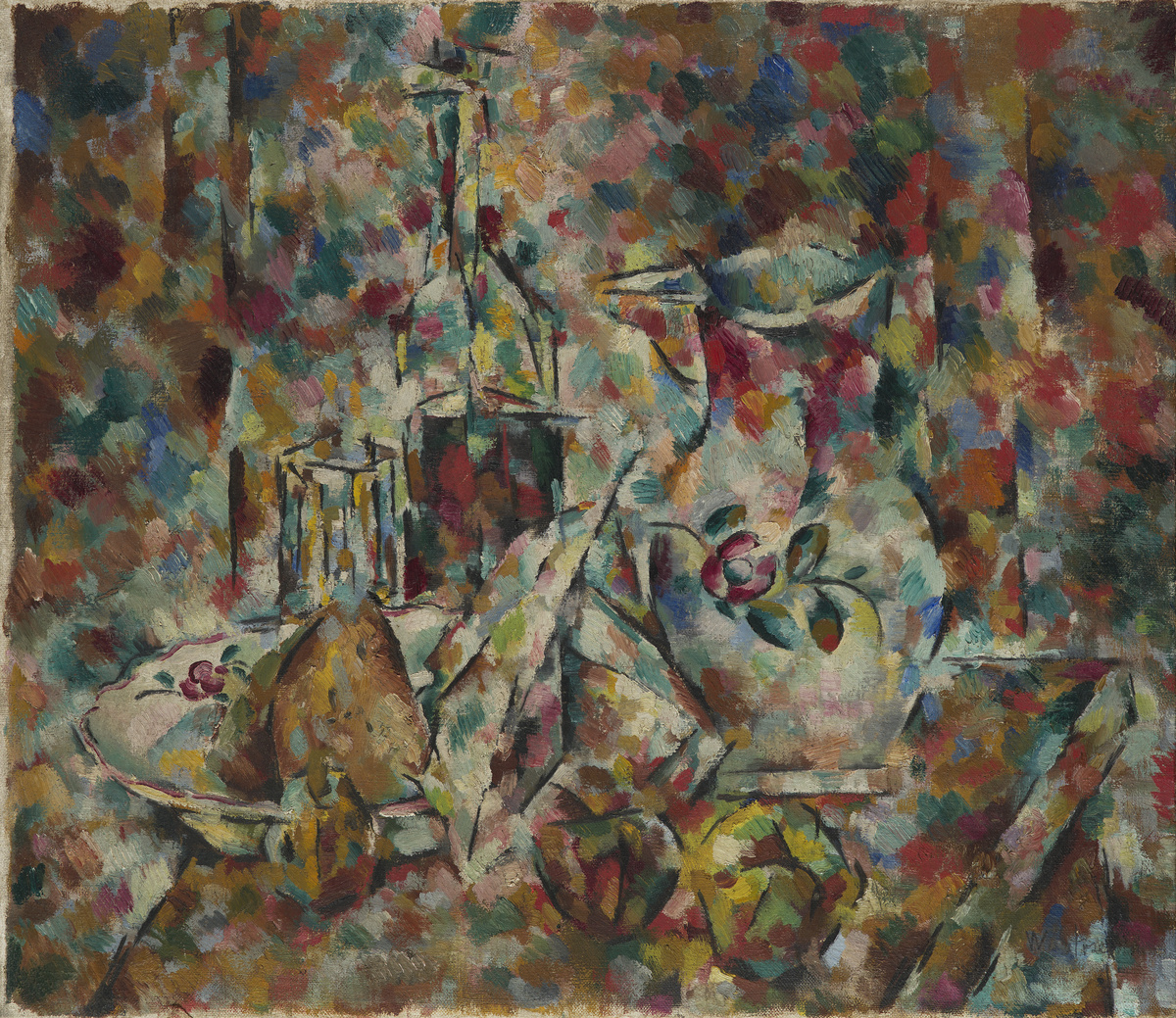
Martwa natura (VI), 1926

Ende 1921 oder Anfang 1922 heiratete er standesamtlich Katarzyna Kobro. Ende 1921 reisten sie illegal nach Polen aus, weswegen sie Anfang 1922 einige Wochen in Haft waren. Ihre erste Station war Vilnius (Litauen war zu dieser Zeit von Polen annektiert), wo seine Familie nach dem Tode seines Vaters lebte. Er unterrichtete an den Major-Łukasiński-Militärkursen. Im Oktober stellte er ein Relief auf der Ersten Russischen Kunstausstellung Berlin 1922 aus (Katalog-Nr. 568). Er veröffentlichte eine kritische Analyse der Entwicklung der russischen Kunst unter dem Titel „Über russische Kunst – Notizen“ (O sztuce rosyjskiej – notatki).
1922 starb seine Schwester Janina. Kobro verließ Vilnius, da sie weder polnisch sprach noch mit seiner Familie zurechtkam. Sie zog zu Verwandten in Rīga.

### Aufenthalt in Wilejka Powjatowa und Mitglied vonBLOK
Nach der Schließung der Major-Łukasiński-Militärkurse zog er 1923, auf der Suche nach einem neuen Beruf, nach Wilejka Powjatowa. Von 1923 bis vermutlich Mitte 1924 unterrichtete er an Zeichenunterricht an der Staatlichen Henryk-Sienkiewicz-Hochschule für Jungen und Mädchen. Er schuf in dieser Zeit synthetische, post-suprematistische und post-kubistische Kompositionen. Er arbeitete mit Vytautas Kainukstis zusammen, den er vermutlich in Moskau kennengelernt hat. Die beiden organisierten in Vilnius die erste polnische Ausstellung konstruktivistischer Kunst, die Neue Kunstausstellung, die am 20. Mai 1923 im Korso-Theater eröffnete. Er war auch an der Gestaltung des Kataloges beteiligt. Auf der Ausstellung waren Werke von Henryk Staiewski, Mieczysław Szczuka und Teresa Zarnower vertreten. Strzemiński schrieb einen Bericht über die Ausstellung für die Zeitschrift ZWROTNICA.
1924 war er in Warschau Mitbegründer der Künstlergruppe Blok, in der sich Kubisten, Suprematisten und Konstruktivisten zusammenfanden. Die Gruppe gab die Zeitschrift BLOK heraus, dessen erste Ausgabe am 8. März 1924 erschien. Herausgeber der Zeitschrift war Mieczysław Szczuka. Er veröffentlichte diverse Artikel, teilweise auch anonym und veröffentlichte Bilder seiner Werke in der Zeitschrift. Er stellte Werke auf einer Ausstellung der Gruppe aus, die am 15. März 1924 im Verkaufsraum von Laurin & Klement in Warschau stattfand. Im Sommer 1924 besuchte er seine Frau in Rīga. Am 29. Juli 1924 heirateten sie kirchlich, damit sie eine polnische Staatsbürgerschaft erhielt.
Nach einem Urlaub mit seiner Frau in der Bucht von Rīga zogen beide nach Szczekociny, wo er auf der Hochschule des Distriktes Wloszczowski Zeichenunterricht lehrte. Direktor der Schule war der Unterstützer moderner Kunst, Adam Nowinski. Strzemiński besuchte regelmäßig Warschau, wo er an Veranstaltungen von Blok teilnahm. In der November/Dezember-Ausgabe von Blok veröffentlichte er unter dem Titel B=2 erstmals seine Theorie des Unismus (polnisch Unizm); seine unistischen Gemälde waren von den Kompositionen des polnischen Komponisten Zygmunt Krauze beeinflusst. Mit Blok stellte er auch in Rīga und möglicherweise in Brüssel und Tallinn aus.
1925 gestaltete er mehrere Cover für ZWROTNICA und verschiedene Gedichtsbände von Julian Przyboś. Die beiden verband daraufhin eine lange gemeinsame Zusammenarbeit und Freundschaft. In dieser Zeit lernte er auch Szymon Syrkus und Bohdan Lachert, beide Architekten aus Warschau, kennen. Im selben Jahr wurde ein Gemälde von ihm im MChK ausgestellt.
Von Januar bis Februar 1926 waren Werke von ihm auf der International Theatre Exhibition in New York ausgestellt. Er gestaltete vermutlich auch die sechste Ausgabe der Zeitschrift ZWROTNICA. Im selben Jahr stellte er zwei Mal mit der Künstlergruppe Jednorog (Einhorn) aus.

### Mitgliedschaft in der GruppePraesens
Im Sommer 1926 zogen Strzemiński und seine Frau nach Brezeziny. Er unterrichtete Zeichenunterricht an der Stryjkowski-Hochschule der Geisteswissenschaften. Kurz nach ihrer Gründung, jedoch kein Gründungsmitglied, trat er der Praesens-Gruppe kurz vor dessen Oktober-Ausstellung bei. Er entwarf zusammen mit Epstein ein „Skulpturenhaus“. In dieser Zeit entwarf er auch verschiedene Farbschemen für Gebäude von Szymon Syrkus. Er stellte 1926 in der Galeria Zachęta Gemälde auf Glas, Buchcover und Illustrationen aus. Im gleichen Jahr schrieb der das Statut der Gruppe Assoziation der Galerie moderner Kunst, welche jedoch nur bis 1927 bestand.
1927 hatte er seine erste Einzelausstellung im polnischen Kunst-Klub (Polish Art Club) in Warschau. Der auf dieser Ausstellung von ihm gehaltene Vortrag Der Unismus in der Malerei wurde im selben Jahr als Buch veröffentlicht. Mitte des Jahres 1927 zog er mit seiner Frau nach Zakowice, welches er im August/September 1927 wieder verließ, um nach Koluszki zu ziehen. Dort arbeitete er schon während er noch in Brezeziny wohnte. Er unterrichtete in Koluszki an der Hochschule in der A.-Mickiewicz-Straße, sowie an der Mädchenhochschule für Industrie und Handel. Im November 1927 werden Werke aus dem MChK in Leningrad bei der Ausstellung Neue Tendenzen in der Kunst gezeigt. Im Dezember stellte er in Łódź aus.
1928 war er Mitgestalter der Ausstellung Salon der Modernisten. Nach 1928 wandte er sich hauptsächlich Fragen der Architektur und Bildhauerei zu.

### a.r.und Nachkriegszeit

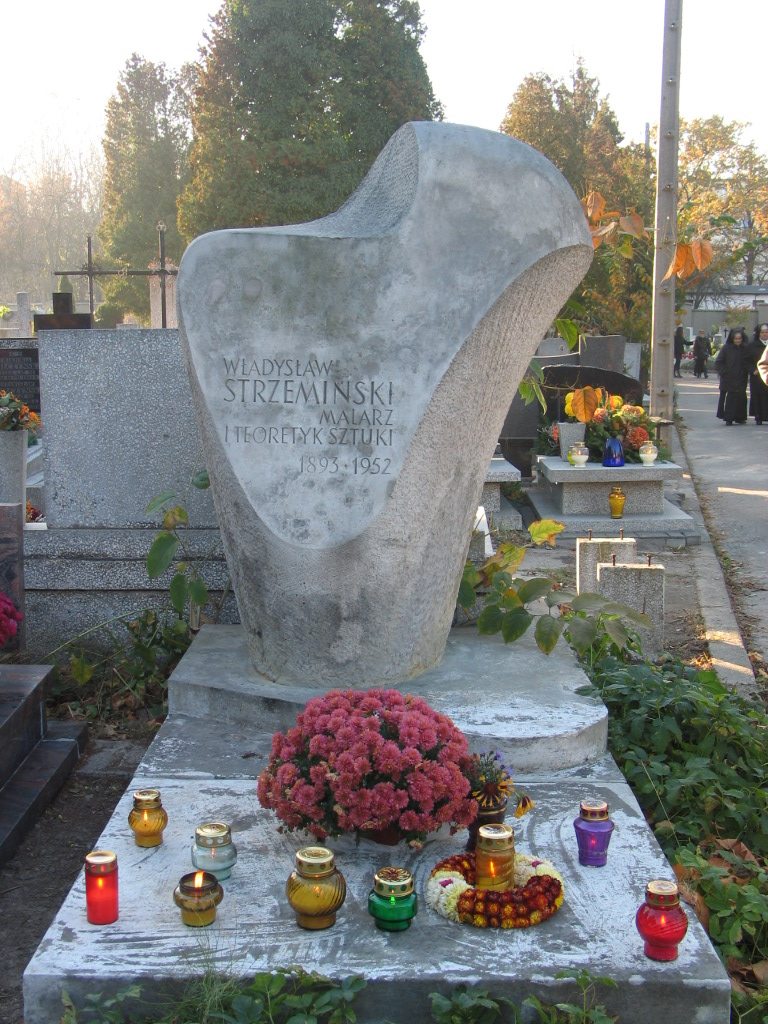
Grab auf dem Alten Friedhof

1929 gründete er die Künstlergruppe „revolutionärer Künstler“ (a.r.).
Er unterrichtete an der Industrieschule in Koluszki und erhielt 1932 den Künstlerpreis der Stadt Łódź. In der Nachkriegszeit unterrichtete er Kunstgeschichte an der Kunsthochschule Łódź (heute Akademie für Schöne Künste Łódź); zu seinen Schülern gehörte u. a. Halina Ołomucka. 1950 wurde Strzemiński durch das Kultur- und Kunstministerium seiner Lehrtätigkeit enthoben, da er sich geweigert hatte, die Grundsätze des Sozialistischen Realismus anzuerkennen.
1952 starb Strzemiński. Er wurde auf dem Alten Friedhof von Łódź begraben.

## Rezeption
Strzemińskis Arbeiten sind heute u. a. im Muzeum Sztuki w Łodzi und im Nationalmuseum (Breslau) ausgestellt. Die letzten Lebensjahre Strzemińskis wurden Inhalt des 2016 von Andrzej Wajda realisierten Kinofilms „Powidoki“ („Nachbilder“) mit Bogusław Linda in der Hauptrolle.

## Werke (Auswahl)
| Abbildung | Jahr    | Titel                                                                                     | Technik                                               | Maße [cm]   | Sammlung, Inventarnummer             |
| --------- | ------- | ----------------------------------------------------------------------------------------- | ----------------------------------------------------- | ----------- | ------------------------------------ |
|           | 1919–20 | Werkzeuge und Produkte der Industrie                                                      | Öl, Kork, Zinn, Metall, Plaster und Leinwand auf Holz | 44,5 × 33   | Russisches Museum, B1665             |
|           | 1919–21 | Kubismus – Spannungen der Materialstruktur                                                | Öl, Kork, Leinwand                                    | 22,5 × 17,5 | Russisches Museum (?), MPW1124       |
|           | 1920    | Die Rote Armee kämpft heroisch an der Front. Die rote Nachhut muss der roten Front helfen | Chromolithographie auf Papier                         | 73 × 44,7   | Russische Nationalbibliothek, 218012 |
|           | 1926    | Architektonische Komposition 1                                                            | Öl auf Leinwand                                       | 90 × 64     | Muzeum Sztuki, MS/SN/M/161           |
|           | 1928    | Grün-Rot-Architektur                                                                      | Öl auf Pappe                                          | 47,5 × 30   | Kunstmuseum Bochum, 2071             |
|           | 1929    | Architektonische Komposition 10c                                                          | Öl auf Leinwand                                       | 46 × 90     | Muzeum Sztuki, MS/SN/M/174           |
|           | 1931    | Ansicht von Łódź                                                                          | Tempera auf Pappe                                     | 24 × 20     | Muzeum Sztuki, MS/SN/M/141           |
|           | 1932    | Unistische Komposition                                                                    | Öl auf Gips                                           | 40,6 × 30,4 | Museum of Modern Art, 1075.1983      |
|           | 1934    | Seelandschaft                                                                             | Gouache                                               | 21 × 27     | Kunstmuseum Bochum, k. A.            |

## Schriften
- O sztuce rosyjskiej – notatki. In: Tadeusz Peiper (Hrsg.): ZWROTNICA. November 1922 ((Teil 1), ZWROTNICA. Nummer 4. (Teil 2)).
- B=2. In: Blok. Nr. 8–9, 1924.
- Unizm w malarstwie (Der Unimus in der Malerei; 1928)
- Kompozycja przestrzeni. Obliczanie rytmu czasoprzestrzennego (Komposition des Raumes. Berechnung des raumzeitlichen Rhythmus'; 1930)
- Teoria widzenia (Die Theorie des Sehens) (posthum 1957)